# 桂村 (愛知県)
桂村（かつらむら）は、愛知県海東郡にあった村。現在のあま市の一部にあたる。

## 地理
福田川中流の右岸に位置していた。

## 歴史
- 1889年（明治22年）10月1日、町村制の施行により、海東郡桂村が単独で村制施行し、桂村が発足[1][2]。大字は編成せず[2]。
- 1890年（明治23年）10月1日、海東郡秋竹村、川部村、下田村と合併し、井和村を新設して廃止された[1][2]。合併後、井和村桂となる[2]。

### 地名の由来
次の諸説あり。
1. 勝浦が中略されたもの。
2. 法光寺の開基桂則良入道による。

## 産業
- 農業[2]